# Xpectation
Xpectation (с англ. — «Ожидание»), с подзаголовком «New Directions in Music By Prince» — двадцать шестой студийный альбом американского певца и композитора Принса, выпущенный в первый день 2003 года, спустя всего две недели с момента выпуска предыдущего альбома, One Nite Alone... Live!. Это первый инструментальный альбом музыканта, выпущенный под его собственным именем. В записи приняли участие Кэнди Далфер и Ванесса Мэй.
Альбом без предварительной раскрутки и без обложки стал доступен для участников фан-клуба Принса в формате MP3. В 2004 году альбом стал доступен через магазин NPG Music Club’s Musicology Download Store. В сентябре 2015 года альбом получил официальную обложку и стал доступен в Lossless-формате через стриминг Tidal.

## Список композиций
Слова и музыка всех песен —  — Принс..
| №  | Название     | Длительность |
| -- | ------------ | ------------ |
| 1. | «Xhalation»  | 2:04         |
| 2. | «Xcogitate»  | 3:33         |
| 3. | «Xemplify»   | 5:53         |
| 4. | «Xpectation» | 4:01         |
| 5. | «Xotica»     | 3:05         |
| 6. | «Xogenous»   | 4:12         |
| 7. | «Xpand»      | 6:11         |
| 8. | «Xosphere»   | 3:34         |
| 9. | «Xpedition»  | 8:24         |

## В записи участвовали
- Принс — клавишные, гитара
- Ронда Смит — бас-гитара
- Кэнди Далфер — саксофон
- Ванесса Мэй — скрипка
- Джон Блэкуэлл — ударные